# لیامین (رود)
لیامین (به لاتین: Lyamin) یک رود در روسیه است که در ناحیه خودگردان خانتی-مانسی واقع شده‌است.